# Kemmler
Der Kemmler ist ein 506,6 m ü. NHN hoher Berg am südlichen Rand von Plauen im Vogtland. Nach dem südlicher gelegenen Culmberg ist er die zweithöchste Erhebung Plauens und gilt als dessen Hausberg. Der Gesteinsrücken geht auf Vulkanaktivitäten im Devon zurück, die Basaltmassen erzeugten, aus denen durch nachträgliche innere mineralische Veränderungen Diabas entstand. Die Bergkuppe ist bewaldet. Auf ihr befindet sich der Kemmler-Turm.